# Boscarla de Guam
La boscarla de Guam (Acrocephalus luscinius) ' és un ocell de la família dels acrocefàlids (Acrocephalidae) que habita canyars i matolls d'algunes de les illes Marianes.